# Maiko Kano
Maiko Kano (jap. 狩野 舞子, Kano Maiko; * 15. Juli 1988 in Mitaka) ist eine japanische Volleyballspielerin. Sie gewann bei den Olympischen Spielen 2012 die Bronzemedaille.

## Karriere
Kano begann ihre Karriere an der „Praktischen Oberschule Hachiōji“ (Hachiōji jissen kōtō-gakkō). Ihre ältere Schwester Miyuki spielte beim olympischen Turnier 2008 für Japan. Sie kam selbst 2007 zu Hisamitsu Springs und erreichte im gleichen Jahr das japanische Pokalfinale. 2009 debütierte sie in der japanischen Nationalmannschaft, mit der sie den dritten Platz bei der Asienmeisterschaft belegte. 2010 gab es das gleiche Resultat bei der Weltmeisterschaft. Anschließend ging sie für eine Saison in die italienische Liga zu Minerva Volley Pavia. Die Asienmeisterschaft 2011 beendete Kano mit Japan als Zweiter. Im gleichen Jahr wechselte sie zum türkischen Erstligisten Beşiktaş Istanbul. 2012 nahm sie an den Olympischen Spielen in London teil und gewann die Bronzemedaille.